# Поперечнюк Ганна Петрівна
Ганна Петрівна Поперечнюк (нар. 16 травня 1953, село Христівка, тепер Ізяславського району Хмельницької області) — українська радянська діячка, тепличниця комбінату-радгоспу імені 60-річчя Великої Жовтневої соціалістичної революції Запорізького району Запорізької області. Депутат Верховної Ради УРСР 11-го скликання.

## Біографія
Освіта середня.
З 1970 року — доярка колгоспу «Прогрес» Ізяславського району Хмельницької області.
З 1979 року — тепличниця комбінату-радгоспу імені 60-річчя Великої Жовтневої соціалістичної революції Запорізького району Запорізької області.
Потім — на пенсії в селі Біленьке Запорізького району Запорізької області.

## Нагороди
- ордени
- медалі